# William Patrick Adam
William Patrick Adam (14 settembre 1823 – Udhagamandalam, 24 maggio 1881) è stato un politico britannico.

## Biografia
Figlio dell'ammiraglio Sir Charles Adam e di Elizabeth Brydone, studiò alla scuola di Rugby e al collegio della trinità di Cambridge. Segretario del governatore di Bombay John Elphinstone, nonché suo secondo cugino, dal 1853 al 1858, nel 1856 sposò Emily Wyllie da cui ebbe alcuni figli tra cui Charles Adam, primo baronetto. Deputato liberale dal 1859, fu lord del Tesoro dal 1865 al 1866 nei gabinetti di Henry John Temple, III visconte Palmerston e John Russell, I conte di Russell e dal 1868 al 1873 sotto William Ewart Gladstone, anno in cui divenne membro del Consiglio privato di Sua Maestà e primo commissario dei Lavori pubblici. All'opposizione dal febbraio del 1874, guidò il partito liberale al successo elettorale del 1880 che durò fino al 1885; successivamente fu nuovamente primo commissario dei Lavori pubblici e poi governatore di Madras.

### Opere
- Thoughts on Policy of Retaliation